# Stefania Palma
Stefania Palma ist eine italienische Journalistin.

## Leben und Karriere
Palma zog 2007 von Rom nach London, wo sie an der School of Oriental and African Studies der Universität London Wirtschaft und Mandarin studierte. 2012 begann sie ihren Master Zyklus in Sinologie an der Universität Oxford. Ende 2013 studierte sie für einige Monate im Rahmen eines Austauschprogramms an der Universität Peking. Ab 2010 war sie als Journalistin bei GlobalCapital tätig und wechselte 2014 zur Financial Times. Seit 2018 ist sie dort Korrespondentin für Singapur, Malaysia und Indonesien.
2020 wurde Stefania Palma gemeinsam mit ihren Kollegen Dan McCrum, Olaf Storbeck und John Reed mit dem New York Financial Writers’ Association Impact Award für herausragenden Finanzjournalismus für ihre ausführliche und anhaltende Berichterstattung über das deutsche Zahlungsunternehmen Wirecard ausgezeichnet.
Ab 2015 hatte ihre mehrjährige Recherche über das deutsche Technologieunternehmen einen der größten Unternehmensbetrugsfälle in Europa aufgedeckt. McCrum und Palma konnten in Singapur in tagelangen persönlichen Gesprächen das Vertrauen eines Whistleblowers gewinnen, der schließlich umfangreiches Datenmaterial zu den kriminellen Finanztransaktionen des Unternehmens übergab. Palma reiste später auf die Philippinen und stellte dort fest, dass die Geschäftsadresse eines Wirecard-Partners in Wirklichkeit das Privathaus eines pensionierten Fischers war, der noch nie etwas von der Firma aus Deutschland gehört hatte. Im Rahmen ihrer journalistischen Arbeit wurde Palma vom langjährigen Konzernchef Markus Braun und seinem Vorstandskollegen Jan Marsalek massiv unter Druck gesetzt, um von den Recherchen über und Anschuldigungen gegen Wirecard abzulenken. 2019 schaffte es Wirecard die für ihre Überwachung zuständige staatliche Aufsichtsbehörde, die Bundesanstalt für Finanzdienstleistungsaufsicht zu einer Anzeige gegen die Journalistin und ihren Kollegen Dan McCrum wegen angeblicher Marktmanipulation zu bewegen. Die Staatsanwaltschaft München I eröffnete daraufhin tatsächlich ein Verfahren, welches 2020 eingestellt wurde, nachdem der Insolvenzverwalter von Wirecard die Vorwürfe als haltlos beschrieben hatte.

## Preise und Auszeichnungen
- 2020: New York Financial Writers’ Association Impact Award 2020 (Kategorie: Finanzjournalismus)[8]